# Tarnóczi Lajos
Tarnóczi Lajos (névváltozat: Tarnóczy; Szentes, 1886. január 9. – Arad, 1953. augusztus 16.) magyar református egyházi író.

## Életútja
A szentesi Állami Főgimnáziumban érettségizett 1905-ben. Teológiai tanulmányait Debrecenben kezdte 1906-ban, majd a harmadik év elvégzése után missziós lelkészként a New Haven-i Yale Egyetem Teológiai Karán fejezte be. Lelkészi diplomáját hazatérése után, 1909-ben szerezte meg. Egy évig volt Békésen segédlelkész, majd 1910-ben a Temes vármegyei Klopodián a német gyülekezet helyettes lelkésze, a következő évben a pancsovai német ajkú gyülekezet segédlelkésze lett. Parókus lelkésszé 1913-ban választották meg Biharra, ahol megszakítás nélkül huszonkét évet töltött. Az utolsó tíz esztendőben a Bihari Református Egyházmegye esperese is volt. Radikális nézetei miatt 1935-ben szembekerült a presbitériummal, s ezért Aradra kellett távoznia, ahol haláláig működött. Magát következetesen „oktobristá”-nak vallotta, keményen szembeszállt a fajelméletekkel, a második világháború idején tevékeny részt vállalt az üldözött zsidók mentésében. 1944 augusztusától 1945 áprilisáig a Târgu Jiu-i internálótábor foglya volt.

## Munkássága
Közíróként már teológus korában jelentkezett: cikkeket közölt a Debreceni Főiskolai Lapokban, társszerkesztője volt a protestáns teológusok lapjának, a Közlönynek, munkatársa a Békési Újság c. független lapnak, a nagyváradi Szabadságnak, a Nagyváradnak, a Nagyváradi Naplónak, de jelentek meg cikkei a Keleti Újságban és az Erdélyi Hírlapban is. Alapító szerkesztője a Királyhágómelléki református egyházkerület hivatalos lapjának, az Egyházi és Iskolai Szemlének (1921–26). 1935-től az Aradi Közlöny rendszeres vezércikkírója. Irányelveit az 1925-ben tartott esperesi székfoglalójában fejtette ki: a népművelés fejlesztése, a felekezeti iskolák szerepének erősítése az anyanyelvi oktatásban (Egyház és iskola. Nagyvárad, 1925/50).

## Önálló munkái
- Az Igének sugarai (ünnepi és alkalmi egyházi beszédek, Békés, 1910);
- A házassági eskü (Nagyvárad, 1918);
- Emlékfüzet (Nagyvárad, 1924).